# Liste des gouverneurs de Trois-Rivières
Cet article présente une liste des gouverneurs de Trois-Rivières. François de Champflour est le premier à porter le titre de gouverneur. Les précédents dans cette liste portaient le titre de capitaine du fort.

## Louis XIII à George III
| Nom                                             | Portrait | Durée                       | Souverain  |
| ----------------------------------------------- | -------- | --------------------------- | ---------- |
| Laviolette                                      |          | 1634-1636                   | Louis XIII |
| Achille Bréhaut de L'Isle                       |          | 1636-1637                   | Louis XIII |
| Marc Antoine Jacques Bras-de-fer de Châteaufort |          | 1637-1639                   | Louis XIII |
| André de Malapart (intérim)                     |          | Été 1639                    | Louis XIII |
| François de Champflour                          |          | 1639-1642                   | Louis XIII |
| Charles Des Rochers                             |          | 1642-1643                   | Louis XIII |
| François de Champflour                          |          | 1643-1646                   | Louis XIII |
| Jean Bourbon (intérim)                          |          | Automne 1645                | Louis XIII |
| Jacques Leneuf de La Poterie (intérim)          |          | 1645-1646                   | Louis XIV  |
| Jacques Leneuf de La Poterie                    |          | 1646-1648                   | Louis XIV  |
| Charles Legardeur de Tilly                      |          | 1648-1650                   | Louis XIV  |
| Charles Cartel (intérim)                        |          | Été 1649                    | Louis XIV  |
| Jacques Leneuf de La Poterie                    |          | 1650-1651                   | Louis XIV  |
| Guillaume Guillemot Du Plessis-Kerbodot         |          | 1651-1652                   | Louis XIV  |
| Pierre Boucher (intérim)                        |          | Août - Septembre 1652       | Louis XIV  |
| Jacques Leneuf de La Poterie                    |          | 1652-1654                   | Louis XIV  |
| Pierre Boucher (intérim)                        |          | Juillet 1653 - Octobre 1654 | Louis XIV  |
| Pierre Boucher                                  |          | 1654-1658                   | Louis XIV  |
| Jacques Leneuf de La Poterie                    |          | 1658-1662                   | Louis XIV  |
| Pierre Boucher                                  |          | 1662-1668                   | Louis XIV  |
| Michel Leneuf du Hérisson (intérim)             |          | 1668                        | Louis XIV  |
| René Gaultier de Varennes                       |          | 1668-1689                   | Louis XIV  |
| Claude de Ramezay                               |          | 1690-1699                   | Louis XIV  |
| Antoine François Prévost                        |          | 1699-1702                   | Louis XIV  |
| (Poste vacant)                                  |          | 1702-1703                   | Louis XIV  |
| Antoine de Crisafy                              |          | 1703-1709                   | Louis XIV  |
| François de Galifet de Caffin                   |          | 1709-1720                   | Louis XIV  |
| Charles Le Moyne, premier baron de Longueuil    |          | 1720-1724                   | Louis XV   |
| François de Jordy de Cabanac,                   |          | 1724-1726                   | Louis XV   |
| Jean Bouillet de la Chassaigne                  |          | 1726-1730                   | Louis XV   |
| Jean-Marie-Josué Dubois Berthelot de Beaucours  |          | 1730-1733                   | Louis XV   |
| Pierre Rigaud de Vaudreuil et de Cavagnal       |          | 1733-1742                   | Louis XV   |
| Claude-Michel Bégon de la Cour                  |          | 1742-1748                   | Louis XV   |
| François-Pierre Rigaud de Vaudreuil             |          | 1748-1757                   | Louis XV   |
| Paul-Joseph Le Moyne de Longueuil               |          | 1757-1760                   | Louis XV   |
| Ralph Burton                                    |          | 1760-1762                   | George III |
| Frederick Haldimand                             |          | 1762-1764                   | George III |

Le gouvernement des Trois-Rivières a été aboli le 10 août 1764. Haldimand en est le dernier gouverneur. Il fut ensuite commandant militaire de la région trifluvienne jusqu'à son départ à la fin de juin 1765. Il remit son commandement militaire au capitaine Holmes. Cette fonction ne fait pas de Holmes un gouverneur des Trois-Rivières.